# 김창완밴드
김창완밴드(金昌完 -BAND)는 2008년부터 김창완의 주도로 활동을 시작한 음악 그룹이다.

## 밴드 활동의 시초와 발단
김창완과 그의 두 형제들로 구성되었던 그룹 산울림의 멤버이자 3형제 중 막내였던 김창익이 2008년 1월 캐나다 벤쿠버에서 제설작업 도중 사고로 사망하게 되었고, 같은 해 김창완은 산울림의 공식활동 중단소식과 아울러 젊은 연주자 4명과 함께 팀을 꾸려 음악활동을 시작하겠다는 소식을 전했다.

## 밴드 활동
밴드가 꾸려진 지 2개월 후인 2008년 11월에 밴드의 데뷔 EP 음반 《The happiest》가 발매되었고, 그 해 12월에 〈행복하니까 김창완입니다〉라는 타이틀의 EP발매기념 콘서트가 열렸다.
2009년에는 9월 첫 번째 정규 앨범 《Bus》를 발표하고 여러 록 페스티벌에 참가했다. 11월에는 SBS 주말 드라마 그대, 웃어요의 사운드트랙에 김창완밴드의 곡인 〈그러면 될걸〉이 수록됐다.
2011년 8월에는 여섯 곡이 수록된 EP음반 《Darn It》을 발표하며 활동을 이어가고 있으며, 같은 해 11월 7일에 산울림의 35주년을 맞아 진행 중인 《Reborn산울림》 음반에 참여하여 산울림의 '내 마음에 주단을 깔고'를 새로 녹음했다.
2012년 4월, 열 두 곡이 담긴 앨범 《분홍굴착기》를 발표했다. 이 앨범에는 열 한 곡의 산울림 시절 음악들이 수록되었다. 산울림 35주년을 기념하여 김창완밴드가 고르고 다시 편곡하여 연주한 곡들과 함께 새로 만들어진 신곡 "금지곡"이 담겨있다. 이 음반은 2012년 3월 23일에 서울 마포구 창전로에 있는 CJ Azit 공연장에서 단 하루만에 오버더빙 없이 녹음되었다. 수록곡 전부가 평균 두 번식 연주, 녹음되었는데 대부분 첫 번째의 녹음이 테이크 되었다. 김창완밴드는 《The happiest》 이후 계속 원테이크 녹음방식을 지켜오고 있다. 《분홍굴착기》 의 멤버구성은 김창완 (보컬, 기타), 강윤기 (드럼), 최원식 (베이스), 이상훈 (키보드), 염민열 (기타)이다.
2014년 5월, 김창완이 SBS 파워FM 아름다운 이 아침 김창완입니다 생방송 진행 중 만든 <E 메이저를 치면> 과 싱글 <괴로워>를 담은 초미니앨범 《E 메이저를 치면》을 발표했다. 세월호 침몰 사건의 이야기를 담은 <노란 리본>은 음반화 하지 않았으나 싱글로 발표했다. 11월 미국 공연을 마치고 돌아와 새 앨범을 위한 녹음을 마쳤다.
2015년 1월, 기타리스트 염민열의 군입대로 4인조 편성으로 활동 시작.
2015년 2월, <E메이저를 치면>과 <괴로워>, <노란 리본>이 포함된 3집 《용서》가 발매되었다. 타이틀곡은 <중2>이며, 발매 이후 11월까지 전국투어 콘서트를 진행했다.
2016년 3월, 반도네온 연주자 고상지가 참여한 싱글앨범 <시간>을 발표했고, 동년 8월 지산 밸리 록 페스티벌에 헤드라이너로 참가했다.
2016년 12월, 기타리스트 염민열의 전역으로 다시 5인조 편성으로 활동 재개.

## 구성원
현재
- 김창완(보컬, 기타, 리더)
- 이상훈 (키보드)
산울림시절부터 세션 멤버로 활동했다. 팝페라 테너 임형주를 비롯 가수 박혜경, 이정, 박영기, 지선 등의 음반 프로듀스 및 작/편곡 작업을 했다.
- 최원식 (베이스)
산울림시절부터 세션 멤버로 활동. 김목경, 기타리스트 김광석 밴드의 멤버로 활동했다.
- 강윤기 (드럼)
앨범참여:옴니버스 앨범인 Korea Supersession 1집(93)/외계인 ET(83)/산울림10집(84)/창밖에 잠수교가 보인다(84) *공연:운명 콘서트(84.마당세실) 그외 70년대 후반 이후 계속 수 많은 세션 녹음을 했으며 SBS 팝오케스트라의 드러머도 활동하였다. 아들은 래퍼 [[피타입]]이다.
- 염민열 (기타)
호원대학 기타 전공 07학번. 현재 휴학중. 자신의 삼인조 밴드 300으로 활동. 2011년 8월 김창완밴드 합류. 염민열은 2015년 1월 현역으로 군에 입대했다. 2016년 12월 전역 후 다시 합류했다.

탈퇴한 멤버
- 하세가와 요헤이 (기타)
《Darn It》음반까지 참여. 2011년 8월 김창완밴드 탈퇴.
- 이민우 (드럼)
이전에는 Lowdown 30의 드러머로 활동. 김창완밴드에 합류하여 《The Happiest》, 《Bus》 음반에 참여했다. 2010년 4월 김창완밴드 탈퇴.

## 음반
정규앨범
- 《용서》 (2015년 2월 5일)
- 《분홍굴착기》 (2012년 4월 17일)
- 리본 Reborn 산울림 음반에 참여 - <내 마음에 주단을 깔고> (2011년 12월 5일)
- 《Bus》 (2009년 9월 10일)

EP
- 《The Happiest》 (2008년 11월)
- 《Darn It》 (2011년 8월 16일)

사운드트랙
- 《그대 웃어요》 (2009년) - 〈그러면 될걸〉

## 기사 인용
1. ↑  스포츠서울 (2008년 1월 31일). “산울림 김창익 사망 '기상 이변이 그를 앗아갔다'”. 스포츠서울.
2. ↑  부산일보 (2008년 11월 18일). “"'산울림'은 이제 없어요" 김창완 따로 밴드 결성”. 부산일보.